# Миклуха, Владимир Николаевич
Влади́мир Никола́евич Миклу́ха (19 мая 1853 — 15 (28) мая 1905, Японское море) — российский морской офицер, капитан 1-го ранга, участник Цусимского сражения.

## Фамилия, происхождение
Во всех документах Владимир Николаевич имел фамилию «Миклуха». В послужных списках, наградных документах, прижизненных справочниках (например, «Весь Петербург») и т. д. — он «Миклуха». Даже на мемориальной доске в храме Спас-на-Водах (Храм-памятник погибшим в Цусимском сражении) он именовался фамилией «Миклуха». Фамилию «Миклухо-Маклай» стали ему приписывать уже после смерти по аналогии со старшим братом, у которого вторая часть фамилии появилась после путешествия в Австралию. Предки его — малороссийские дворяне. Относительно своего происхождения Миклухо-Маклай, старший брат Владимира Николаевича, сделал заметки на полях рукописи очерка о своей жизни и путешествиях, который ему представил для ознакомления Э. С. Томассен:

Мои предки родом из Украины, и были запорожскими казаками с Днепра. После присоединения Украины Степан, один из членов семьи, служил сотником (высшее казачье офицерское звание) под командованием генерала графа Румянцева и отличился при штурме турецкой крепости Очаков, указом Екатерины II было дано дворянское звание.
Оригинальный текст (англ.)My ancestors came originally from the Ukraine, and were Zaporogg-cossacks of the Dnieper. After the   annexation of the Ukraine, Stepan, one of the family, served as sotnik (a superior Cossack officer) under General Count Rumianzoff, and having distinguished himself at the storming of the Turkish fortress of Otshakoff, was by ukase of Catherine II created a noble...

## Биография
Потомственный дворянин Санкт-Петербурга, предками его были малороссийские дворяне.
- 18 сентября 1868 — Принят воспитанником в Морской корпус.
- 16 апреля 1869 — Принят на действительную службу.
- 16 апреля 1872 — Гардемарин.
- 9 ноября 1872 — Приписан к 4-му флотскому экипажу.
- 30 августа 1873 — Мичман.
- 30 октября 1875 — Прикомандирован к Гидрографическому департаменту.
- 22 октября 1876 — Отчислен в состав 3-го флотского экипажа.
- 20 ноября 1876 — Переведен во 2-й флотский экипаж Черноморского флота.
- 1877—1878 — Участвовал в русско-турецкой войне на вспомогательных крейсерах «Аргонавт» и «Владимир».
  - 8 июля 1877 — Участвовал в сражении с тремя турецкими броненосцами на пароходе «Аргонавт» у Сулинского горла Дуная.
  - 22 июля 1877 — На пароходе «Владимир» участвовал в транспортных операциях на линии Гудаута-Новороссийск в виду крейсеров неприятеля.
- 1 января 1878 — Лейтенант.
- 18 февраля 1880 — Уволен со службы с присвоением звания капитан-лейтенанта в отставке.
- 8 марта 1881 — Вернулся на службу в звании лейтенанта.
- 12 мая 1881 — Приписан к 7-му флотскому экипажу.
- 30 мая 1881 — Уволен для службы на коммерческих судах с зачислением по флоту.
- 10 марта 1888 — Отчислен от службы в Добровольном флоте с зачислением в состав 7-го флотского экипажа.
- 9 апреля 1888 — Переведен в Черноморский флот.
- 14 апреля 1888 — Приписан ко 2-му Черноморскому флотскому экипажу.
- 26 мая 1889 — И. д. старшего офицера на эскадренном броненосце «Екатерина II»
- 26 марта 1890 — Командир миноносца «Килия».
- 4 октября 1890 — И. д. старшего офицера на эскадренном броненосце «Двенадцать Апостолов».
- 1 января 1891 — Капитан 2-го ранга.
- 19 января 1891 — Утвержден в должности старшего офицера эскадренного броненосца «Двенадцать Апостолов».
- 30 декабря 1891 — Зачислен в состав 34-го флотского экипажа.
- 12 мая 1892 — Председатель экипажного суда.
- 15 мая — 21 октября 1895 — Командир броненосца береговой обороны «Новгород».
- 30 октября 1895 — 7 сентября 1897 — Командир канонерской лодки «Кубанец».
- В результате несчастного случая на охоте потерял пальцы правой руки.
- 5 апреля 1898 — Капитан 1-го ранга.
- 4 сентября 1898 — Переведен в Балтийский флот.
- 11 сентября 1898 — Приписан к 18-му флотскому экипажу.
- 30 декабря 1899 — Председатель приемной комиссии при экипажном и артиллерийском магазинах Санкт-Петербургского порта.
- 23 сентября 1900 — Вр. и. д. исполняющего обязанности командира 18-го флотского экипажа.
- 1 января — 28 декабря 1901 — Командир броненосца «Не тронь меня».
- 9 октября 1901 — Исполняющий обязанности заведующего 1-м флотским экипажем.
- 6 декабря 1901 — 11 октября 1902 — Командир плавучей батареи «Первенец».
- 2 сентября 1902 — Командир 1-го флотского экипажа.
- 18 октября 1902 — Вступил в командование броненосцем береговой обороны «Адмирал Ушаков».
- ноябрь 1904 — Отчислен с корабля как выполнивший требования морского ценза по командованию судами 1 ранга.
- декабрь 1904 — 15 мая 1905 — Командир броненосца береговой обороны «Адмирал Ушаков».

Во время Цусимского сражения броненосец «Адмирал Ушаков» получил пробоину в носовой части, из-за чего не смог поддерживать достаточно высокий ход и в ночь с 14 на 15 мая отстал от эскадры. 15 мая, будучи перехвачен японскими броненосными крейсерами «Ивате» и «Якумо», отказался сдаться и вступил в неравный бой. Из-за сильного износа орудий (корабль служил на Балтике в Учебно-артиллерийском отряде, и его пушки использовались для подготовки комендоров) последние потеряли дальнобойность и точность. Не достигнув за примерно 40-минутный бой ни одного попадания в противника, но получив ряд дополнительных повреждений, по приказу В. Н. Миклухи корабль был затоплен. Сам командир скончался в воде от потери крови и переохлаждения. Точных данных об обстоятельствах смерти командира капитана 1-го ранга Миклухи не имеется: кто видел его бросавшимся в воду последним с «Ушакова», кто плававшим на спасательном круге, но уже мёртвым, кто утверждает, что его не подобрали за неимением места на шлюпках. По словам японских газет, Миклуха сам отказался от помощи и указал на гибнувшего рядом матроса. Всего из команды броненосца погибли 7 офицеров (в том числе и командир), 3 кондуктора и 84 унтер-офицера и матроса.

На второй день боя, 15 мая 1905 г., японские суда окружили «Ушакова». К тому времени Небогатов со всем своим отрядом (пять броненосцев и один крейсер) уже сдался в плен. Японцы подняли перед «Ушаковым» сигнал: «Предлагаем сдаться. Адмирал Небогатов с командой сдался». Миклухо-Маклай, разобрав начало сигнала, воскликнул: «Ну, а дальше и разбирать нечего! Долой ответ! Открывайте огонь!»— В.П.Костенко. На «Орле» в Цусиме. — Л.: Судпромгиз, 1955.

## Участие в народовольческом движении
Был участником морского кружка Военной организации партии «Народная воля» в Кронштадте. Ранее, будучи юнкером Морского училища участвовал вместе с товарищами по училищу Н. Е. Сухановым и Ф. Н. Юрковским в революционном кружке, который маскировался под названием «Китоловное общество», а в 1874 г., после окончания училища, вместе с гардемарином П. И. Серебренниковым распространял нелегальную литературу и намеревался оставить военную службу, чтобы примкнуть к «хождению в народ».

## Отличия
- Бронзовая медаль в память о войне 1877—1878 годов (17.04.1878)
- Орден Святого Станислава III степени (29.08.1879)
- Орден Святой Анны III степени (01.01.1883)
- Орден Святой Анны II степени (06.12.1896)
- Орден Святого Владимира IV степени с бантом за 25 лет службы в офицерских чинах (27.09.1899)
- Подарок с вензельным изображением Высочайшего Имени (06.12.1901)
- Прусский орден Красного орла 2-й степени (12.08.1902)

В ноябре 1910 г. бывший штурман броненосца капитан-лейтенант Е. А. Максимов возбудил ходатайство о награждении В. Н. Миклухи орденом Св. Георгия 4-й степени за бой 15-го мая, но оно не было удовлетворено. Однако позднее, в 1914 г., один из новейших эсминцев дивизиона, названого в честь героев морских сражений — получил имя в честь В. Н. Миклухи.

## Семья
ОтецНиколай Ильич Миклуха (1818—1858) — российский инженер-путеец, потомственный малороссийский дворянин. Строитель Николаевской железной дороги и первый начальник Московского вокзала.
МатьЕкатерина Семёновна Беккер — дочь героя Отечественной войны 1812 года полковника Семёна Беккера.
БратьяСтарший брат — известный российский учёный и путешественник Николай Миклухо-Маклай.
Младший брат — геолог и народоволец Михаил Миклуха
Супруги1-й брак — Хренова, Юлия Николаевна (ум. 29.12.1895 от туберкулёза)
2-й брак (23.05.1899) — Юшкевич, Антонина, вдова дворянина Иуль

## Дружеские связи
Дружил с Ф. К. Дриженко, с которым вместе стажировался в Пулковской обсерватории.

## Память
- Эскадренный миноносец «Капитан I ранга Миклухо-Маклай» (с 18 декабря 1918 года — «Спартак»)
- Персонаж романа А. С. Новикова-Прибоя «Цусима».